# Heterofragilia hirsuta
Heterofragilia hirsuta is een zeespin uit de familie Ascorhynchidae. De soort behoort tot het geslacht Heterofragilia. Heterofragilia hirsuta werd in 1991 voor het eerst wetenschappelijk beschreven door Nakamura & Child. 